# 埃尔沃尔赫
埃尔沃尔赫，是西班牙安达卢西亚自治区马拉加省的一个市镇。 总面积24平方公里，总人口1005人（2001年），人口密度42人/平方公里。